# Мангарану
Мангарану (на малгашки: Mangarano) е община (каоминина) в Мадагаскар, провинция Антанариву, регион Вакинанкарача, окръг Анцирабе II. Населението на общината през 2001 година е 7821 души.